# アル・シャバブ・リヤド
アル・シャバブ（نادي الشباب لكرة القدم nādī al-shabaab li-kurat al-qadam）は、サウジアラビアの首都リヤドをホームタウンとする、サウジ・プロフェッショナルリーグに加盟するサッカークラブである。

## 概要
1947年に設立。人気面では同じくリヤドを本拠地とするアル・ヒラルやアル・ナスルFCの後塵を拝しているものの、実力面ではアル・ヒラルやアル・イテハドに次ぐサウジリーグ屈指の強豪クラブである。

## ホームスタジアム

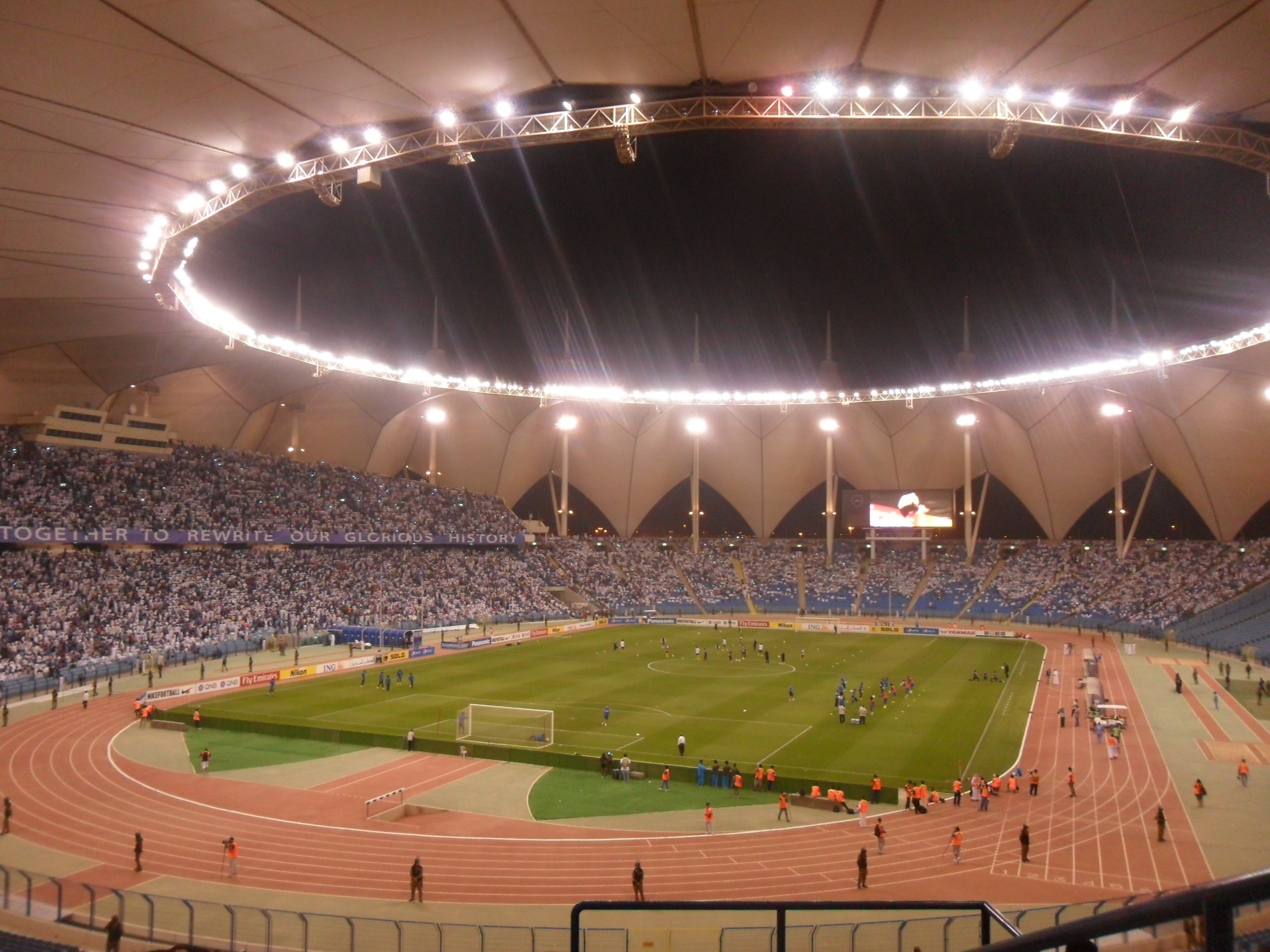
キング・ファハド国際スタジアム

ホームスタジアムは、サウジアラビアの首都リヤドにあるキング・ファハド国際スタジアムである。陸上競技場であり、球技場としても使用される。総敷地面積は50万平方メートル。1987年に建設され、収容人数は67,000人である。
スタジアムはキング・ハーリド国際空港およびダンマーム高速道路と接続している。このスタジアムの屋根は世界最大級であり、全シートを含む4万7千平方メートルを覆う。直径247メートルの周囲を24の柱が支えている。この屋根は強い日差しからシートと競技空間を守り、砂漠気候の中での快適な空間を作っている。

## タイトル

### 国内タイトル
- サウジ・プロフェッショナルリーグ：6回
  - 1990-91, 1991-92, 1992-93, 2003-04, 2005-06, 2011-12

- サウジ・スーパーカップ：1回
  - 2014

- サウジ国王杯：3回
  - 2008, 2009，2014

- クラウン・プリンス・カップ：3回
  - 1993, 1996, 1999

- フェデレーションカップ：5回
  - 1988, 1989, 2009, 2010, 2011

### 国際タイトル
- アジアカップウィナーズカップ：1回
  - 2001

- アラブ・チャンピオンズリーグ：2回
  - 1992, 1999

- アラブ・スーパーカップ：2回
  - 1996, 2001

- GCCチャンピオンズリーグ：2回
  - 1993, 1994

## 現所属メンバー
注：選手の国籍表記はFIFAの定めた代表資格ルールに基づく。
| No. | Pos. |                | 選手名                             |
| --- | ---- | -------------- | ---------------------------------- |
| 1   | GK   | チュニジア     | ファルク・ベン・ムスタファ ★       |
| 3   | DF   | サウジアラビア | ファハド・ガージー                 |
| 5   | DF   | サウジアラビア | ハッサーン・タムバクティ           |
| 6   | MF   | サウジアラビア | ムハンマド・アル＝カルニー         |
| 7   | MF   | サウジアラビア | アブドゥルワッハーブ・ジャアファル |
| 9   | FW   | アルジェリア   | モハメド・ベン・イェトゥ ★         |
| 10  | MF   | アルゼンチン   | エベル・バネガ                     |
| 11  | MF   | サウジアラビア | アハマド・オタイフ                 |
| 12  | DF   | サウジアラビア | ムハンマド・サーレム               |
| 14  | MF   | サウジアラビア | サウード・カリーリー               |
| 13  | DF   | サウジアラビア | ハサン・ムアーッズ                 |
| 15  | FW   | サウジアラビア | ナシル・アルシャムラニ             |
| 16  | FW   | チリ           | セバスティアン・ウビラ ★           |
| 17  | DF   | サウジアラビア | サーレハ・アル＝クマイズィー       |
| 19  | DF   | サウジアラビア | アブドッラー・アル＝ファハド       |
| 20  | DF   | サウジアラビア | ハーリド・アル＝カフターニー       |
| 21  | DF   | サウジアラビア | ジャムアーン・アッ＝ドーサリー     |

| No. | Pos. |                | 選手名                             |
| --- | ---- | -------------- | ---------------------------------- |
| 23  | MF   | ベルギー       | ヤニック・カラスコ                 |
| 25  | MF   | イラク         | サアド・アブドゥルアミール ★       |
| 23  | FW   | サウジアラビア | アブドッラー・アル＝ミクバース     |
| 26  | FW   | サウジアラビア | ラヒー・アッ＝シャンマリー         |
| 28  | GK   | サウジアラビア | アブドッラー・アッ＝スデイリー     |
| 29  | MF   | サウジアラビア | アブドッラー・ハリーファ・サギール |
| 30  | MF   | クロアチア     | イヴァン・ラキティッチ ★           |
| 36  | DF   | サウジアラビア | マシャーリー・アル＝クマイズィー   |
| 46  | DF   | サウジアラビア | ムアイヤド・ムアーファー           |
| 50  | GK   | サウジアラビア | マンスール・ジョーハル             |
| 52  | MF   | サウジアラビア | アブドッラー・アル＝ハイバリー     |
| 53  | DF   | サウジアラビア | アブドゥルアズィーズ・ハールーン   |
| 56  | MF   | サウジアラビア | ハサン・アル＝キード               |
| 60  | MF   | サウジアラビア | ナーセル・アル＝オムラーン         |
| 61  | DF   | サウジアラビア | アリー・アル＝マジュラシー         |
| 71  | MF   | サウジアラビア | トゥルキー・アル＝アマール         |
| 77  | FW   | サウジアラビア | ハーリド・アル＝カアビー           |
| 97  | GK   | サウジアラビア | ファハド・アル＝ハビーブ           |

※星印は外国人選手を示す。
監督
- ヴィトール・ペレイラ

## 歴代監督
- ルイス・フェリペ・スコラーリ 1984-1985
- ロリ・パウロ・サンドリ 1989, 1992
- ジャン・フェルナンデス 1996-1997
- ジョゼ・オスカー・ベルナルディ 1997-1998
- ジョゼ・マリオ・ジ・アウメイダ・バロス 2004-2006
- ウンベルト・コエリョ 2006-2007
- エンソ・トロセーロ 2007-2008, 2008-2009, 2011
- ネリー・プンピード 2008
- ジャイメ・パシェコ 2009-2010, 2015
- ホルヘ・フォサーティ 2010
- ミシェル・プロドーム 2011-2013
- エミリオ・フェレーラ 2013-2014
- ジョゼ・モライス 2014
- ラインハルト・シュトゥンプ 2014-2015
- アルバロ・グティエレス 2016
- サーミー・アル＝ジャービル (2016-2017)
- マリウス・シュムディカ (2018-2019)
- ルイス・ガルシア・プラサ (2019-2020)
- ビセンテ・モレノ (2022-2023)
- マルセル・カイザー (2023)
- イゴール・ビシュチャン (2023)
- ヴィトール・ペレイラ (2024)
- ファティフ・テリム（2024-）

## 歴代所属選手
- サイード・オワイラン 1988-2001
- ラシディ・イエキニ 1999
- ナシャト・アクラム 2004-2007
- ワリード・アブドッラー 2006-2017
- フラヴィオ・アマド 2009-2011
- 宋鐘國 2010
- フェルナンド・メネガッゾ 2011-2014
- ムフタール・ファッラータ 2011-2013
- セルヴェル・ジェパロフ 2011-2012
- 郭泰輝 2013
- ナイフ・ハザジ 2013-2015
- ディエゴ・アリスメンディ 2015-2016